# Рейн Энерги (стадион)
«Рейн-Энерги-Штадион» (нем. RheinEnergieStadion) — стадион в городе Кёльне, Северный Рейн-Вестфалия, Германия. Домашняя арена «ФК Кёльн», вместимостью 50 374 зрителей на матчах Бундеслиги и 46 134 в международных матчах, когда используются только сидячие места. Был построен на месте двух предыдущих стадионов «Мюнгерсдорфер». Стадион был одним из 12 стадионов принимавших Чемпионат мира по футболу 2006 года. 21 августа 2020 года стадион принял финал Лиги Европы УЕФА сезона 2019/20.

## Описание
В соответствии с Версальским мирным договором 1919 года, укрепления Кёльна были удалены, предполагая создание новой инфраструктуры окружающей области. Новое строительство позволило городу создать 15 000 рабочих мест. Это позволило Кёльну не только помогать стабилизировать экономику страны, но также завоевывать авторитет и экономическую выгоду для города. Стадион назвали Мюнгерсдорфер Штадион или Кёльнер Штадион.
Первый международный матч был проведен 20 ноября 1927 года между сборными Германии и Нидерландов, окончившийся со счетом 2-2. С тех пор национальная команда Германии играла 19 раз на этом стадионе, и только один из тех матчей был проигран. Другое известное состязание прошедшее на этом стадионе в присутствии 75 000 зрителей было первой послевоенной игрой в которой встречались Нюрнберг и Кайзерслаутерн. Матч закончился победой Нюрнберга со счетом 2-1.
Одной из особенностей Мюнгерсдорфер Штадион были соревнования по легкой атлетике для непрофессиональных спортсменов. В 1929 году было более 38 000 участников. Однако в 1933 году евреям не разрешили принимать участие. После войны эти соревнования более не возрождались.
В 2005 году, стадион был местом проведения трех матчей Кубка конфедераций 2005 года, включая матч открытия между Аргентиной и Тунисом, закончившийся победой аргентинцев со счетом 2-1.
Всего стадион пережил две реконструкции, первая была проведена в период с 1972 по 1975 годы, вторая — в 2002—2004 гг.
В 1974 году, Чемпионат мира проводился в ФРГ, и Кёльн хотел быть одним из организаторов. Заявка была удовлетворена и вскоре началась работа над новым стадионом, который должен был заменить устаревший Мюнгерсдорфер Штадион. Однако город был неспособен найти деньги, необходимые для строительства стадиона подходящего размера. По проекту планировалось построить стадион на 80 000 мест, стоимостью 23,5 миллиона немецких марок, но сметная стоимость постоянно увеличивалась и в конце, если бы стадион был закончен, составила бы 93,5 миллиона. В то время, когда город был в состоянии обеспечить дополнительно только 6 миллионов немецких марок.
После чемпионата мира 1974 года, «Кёльн» все ещё хотел закончить постройку стадиона, и 12 ноября 1975 года новая арена на 61 000 мест была открыта матчем между местными командами Кёльн и Фортуна, который завершился победой «Кёльна» 1-0.
С новостями о перспективе проведения чемпионата мира снова в Германии, город отреагировал и начал реконструкцию стадиона, который был закончен в 2003 году. В отличие от предыдущих конфигураций убрана беговая дорожка, и стадион применяется исключительно для футбольных соревнований.
В рамках чемпионата мира 2006 года стадион принял 4 матча группового этапа и один матч 1/8 финала.